# CONUS (Experiment)

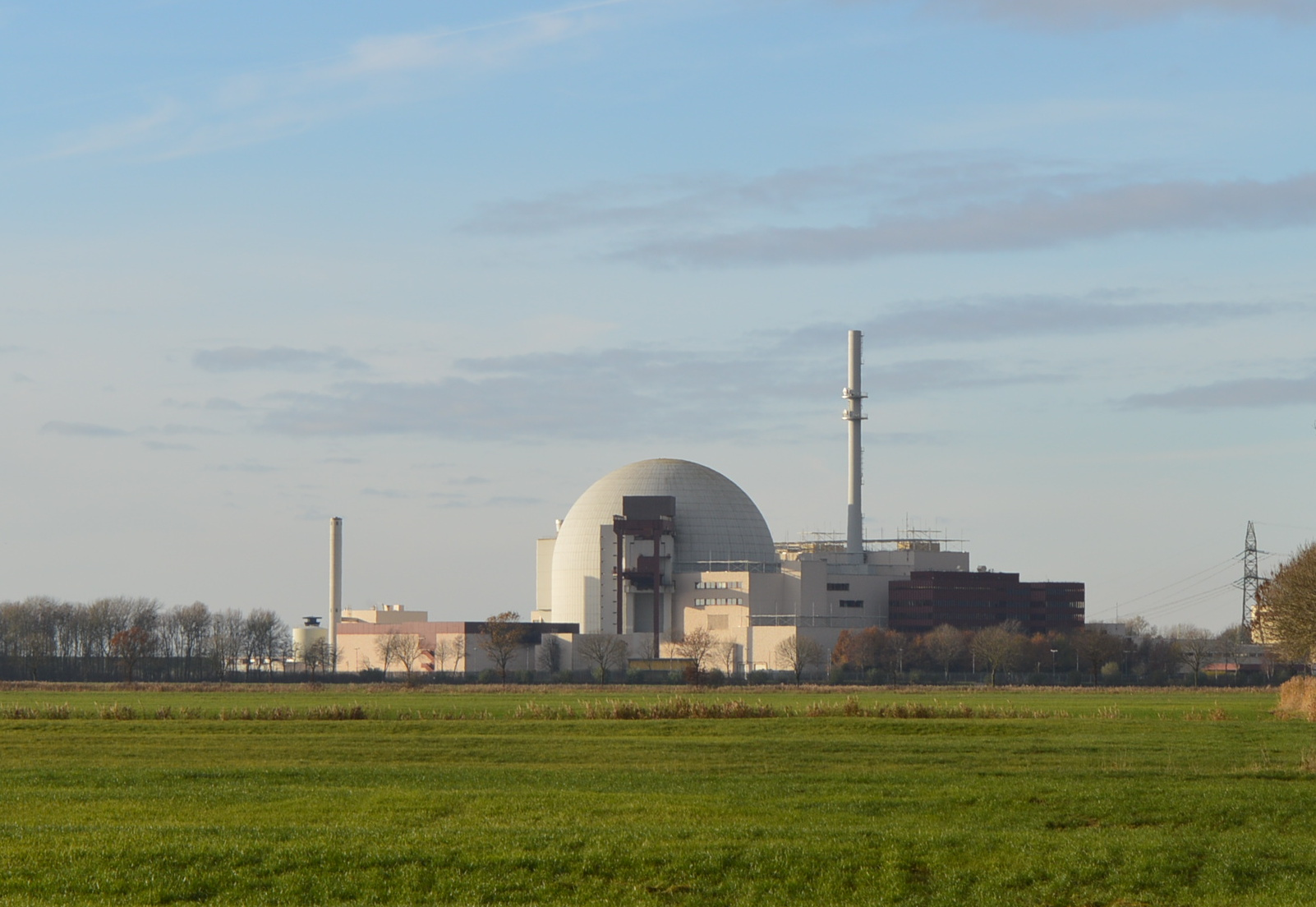
Außenansicht des Kernkraftwerks Brokdorf.

CONUS (COherent Neutrino nUcleus Scattering) ist ein Forschungsprojekt am Kernkraftwerk Brokdorf in Schleswig-Holstein, Deutschland, welches nach der Wechselwirkung der kohärenten elastischen Neutrino-Kern-Streuung sucht. Das Projekt wurde vom Max-Planck-Institut für Kernphysik initiiert und wird in Zusammenarbeit mit der Preussen Elektra GmbH durchgeführt. Das primäre Ziel des Experiments ist es, die Existenz dieses fundamentalen Prozesses nachzuweisen und dadurch weitere Neutrino-Eigenschaften zu studieren, die sowohl innerhalb als auch außerhalb des Standardmodells der Elementarteilchen postuliert werden.
Aufgrund des Atomausstieges der Bundesregierung der Bundesrepublik Deutschland fand das Forschungsprojekt eine neue Heimat in der Schweiz am Kernkraftwerk Leibstadt. Dort wird das Experiment fortgeführt.

## Wissenschaftliche Motivation und Ziele

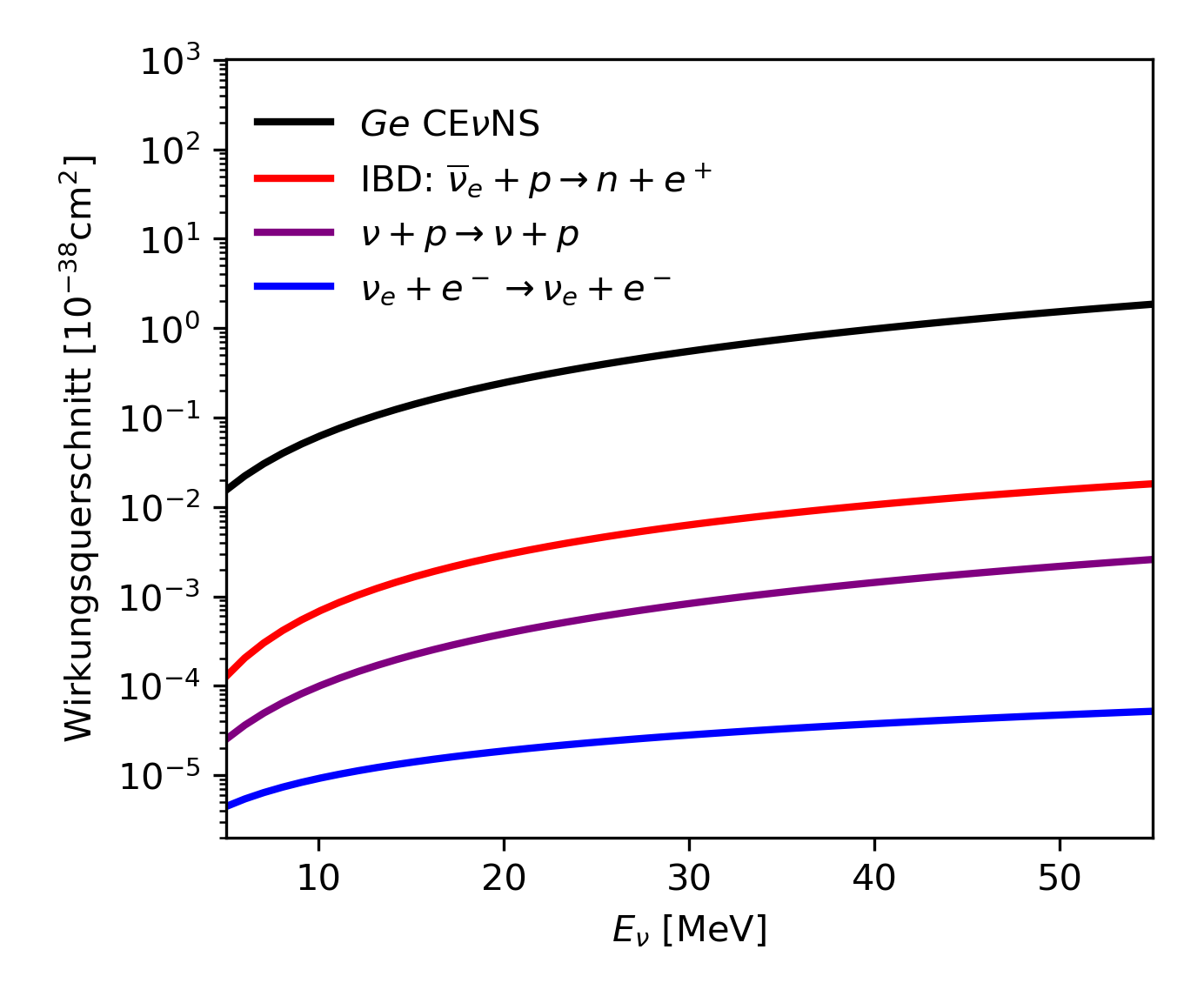
Abb. 2: Energieabhängiger Wirkungsquerschnitt der kohärenten elastischen Neutrino-Kern-Streuung im Vergleich zu den Wirkungsquerschnitten der Neutrino-Proton-Streuung, des inversen Betazerfalls und der Neutrino-Elektron-Streuung.

Als elektrisch neutrales Lepton wechselwirkt das Neutrino mit anderen Teilchen hauptsächlich über die Schwache Wechselwirkung. Aus diesem Grund sind Neutrinodetektoren im Allgemeinen sehr groß und mit etlichen (Kilo-)Tonnen Targetmaterial bestückt. Grundsätzlich gibt es zwei Arten, wie Neutrinos nachgewiesen werden: Neutrinos reagieren entweder mit den Elektronen in der Atomhülle oder mit dem aus Protonen und Neutronen bestehendem Atomkern. Die Wechselwirkung von Neutrinos mit Elektronen oder mit einzelnen Bausteinen des Atomkerns ist bereits genauer untersucht worden. Allerdings können Neutrinos mit Energien von bis zu einigen Mega-Elektronenvolt (MeV) auch kohärent mit dem Atomkern als Ganzes interagieren (siehe Abbildung 1). Dieser Mechanismus wurde bereits 1974 vorhergesagt und wird kohärente elastische Neutrino-Kern-Streuung genannt (im Folgenden: „kohärente Streuung“). Obwohl der Wirkungsquerschnitt der kohärenten Streuung einige Größenordnungen höher liegt als bei den konventionellen Neutrinonachweiskanälen (siehe Abbildung 2), führt der winzige Kernrückstoß dazu, dass nur sehr geringe Energien im Detektor freigesetzt werden. Daher ist der Prozess schwer nachweisbar. Experimente, welche diesen Kanal nachweisen wollen, brauchen eine sehr geringe Energieschwelle unter 1 Kilo-Elektronenvolt (keV). Allerdings reichen in diesen speziellen Detektoren Target-Massen von wenigen Kilogramm aus, um die kohärente Streuung zu messen. Dem COHERENT Experiment ist 2017 erstmals der experimentelle Nachweis der kohärenten Streuung gelungen. Dabei benutzte es einen im Vergleich zu Reaktorneutrinos relativ hochenergetischen Neutrinostrahl. Ergänzende Studien bei niedrigeren Neutrino-Energien im vollständig kohärenten Bereich stehen noch aus. Diesen Niederenergiebereich zu erkunden, ist die Hauptaufgabe des CONUS Projekts.

## Experimenteller Nachweis

### Experimentierort / Austragungsort

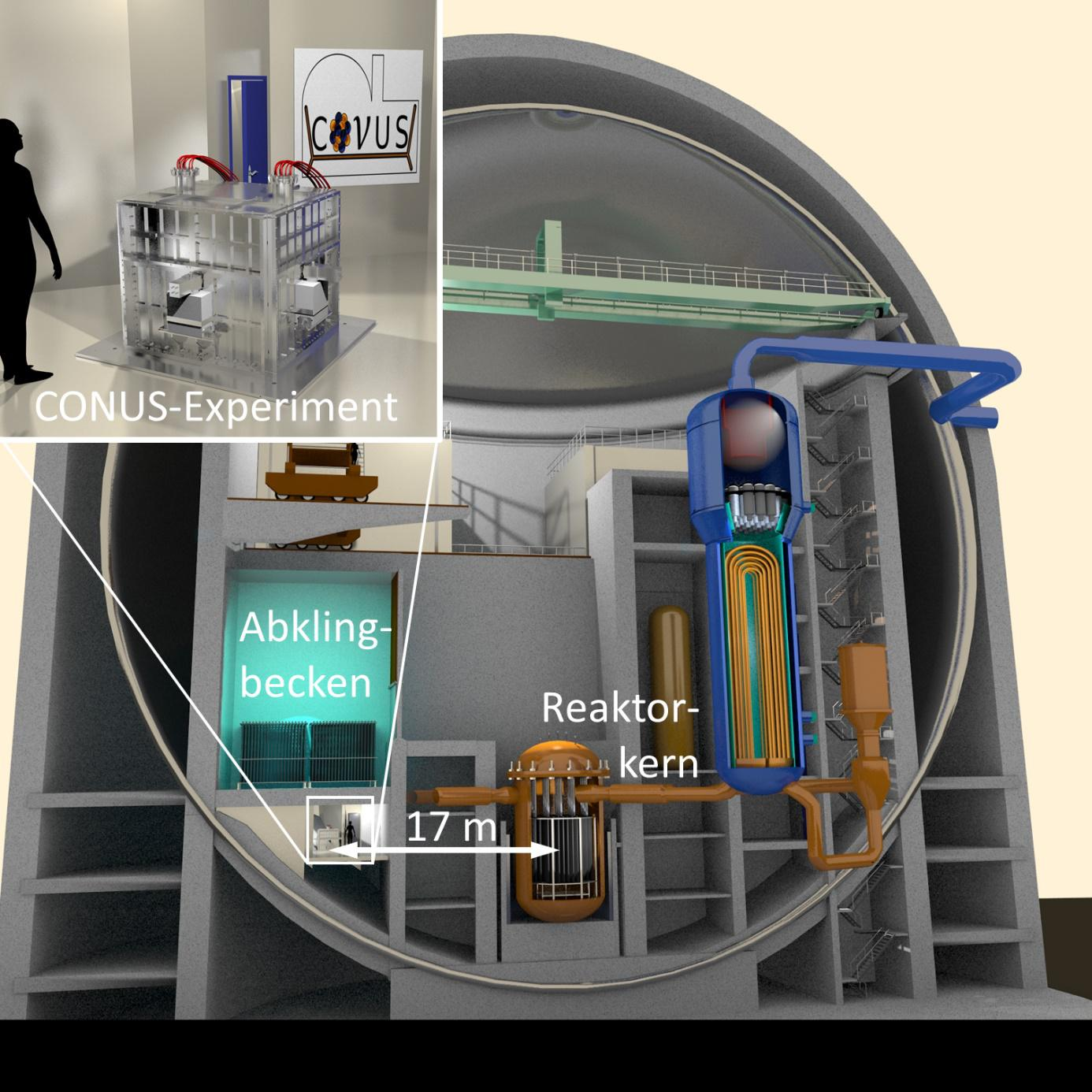
Position des CONUS Detektoraufbaus innerhalb des Kernkraftwerks Brokdorf.

Sowohl der Nachweis als auch die genauen Untersuchungen der kohärenten Streuung unter Benutzung von Reaktorneutrinos verlangen, dass der entsprechende Detektor möglichst nahe am Reaktor steht. Um dies zu erreichen, steht der CONUS Detektor in nur 17 m Entfernung vom Reaktorkern des Kernkraftwerks Brokdorf. Dies wurde durch die Wahl einer innovativen Detektortechnologie ermöglicht, die keine Auswirkungen auf den regulären Betrieb der Anlage hat. Der Reaktor erzeugt eine thermische Leistung von bis zu 3,9 GW. Somit ist er einer der leistungsstärksten Reaktoren weltweit. Im Durchschnitt werden ca. 7,2 Neutrinos pro Kernspaltung freigesetzt (6 durch Kernspaltungsprodukte und 1,2 durch Zerfälle nach Neutroneneinfänge in Uran-238). Am Experimentierort ist der Reaktorneutrinofluss entsprechend hoch, nämlich 23 Billionen Neutrinos pro Sekunde und Quadratzentimeter.

### Detektor und Messphase

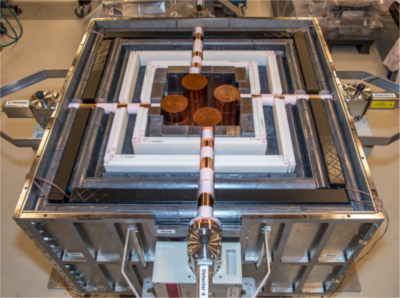
Abb. 3: Halboffene CONUS-Abschirmung mit den vier integrierten Germanium-Detektoren. Die Abschirmung enthält ein aktives Myonveto-System (schwarz) und Schichten aus Blei (grau glänzend) und Bor-dotiertem Polyethylen (weiß).

Die CONUS Kollaboration benutzt vier hochreine Halbleiterdetektoren aus Germanium, jeder davon wiegt ca. 1 kg. Sobald ein Neutrino aus dem Reaktorkern an einem Germanium-Atomkern kohärent streut, wird die relativ kleine Kernrückstoßenergie teils in Ionisierungsenergie und teils in Wärme umgewandelt. Nur die erstgenannte Energieform kann zur Signalbildung in einem Ionisationsdetektor wie in CONUS herangezogen werden. Dieser Löschungsmechanismus (englisch Quenching) wird typischerweise über die Lindhard-Theorie beschrieben. Die genaue Kenntnis des Quenching-Faktors ist daher von größter Bedeutung, da er eine der Hauptunsicherheiten im Experiment darstellt. Um die kohärente Streuung nachzuweisen, misst CONUS während des Reaktor-An- und Reaktor-Aus-Betriebes. Durch den Direktvergleich der beiden Datensätze kann ein Überschuss von Ereignissen im erwarteten Energiefenster während der Reaktor-An Zeit den Beweis für die Existenz der kohärenten Streuung erbringen. Zudem erlauben Messungen während der Reaktor-Aus-Zeit, die Untergrundrate genau zu quantifizieren und deren Zusammensetzung zu bestimmen. CONUS hat die Datennahme am 1. April 2018 begonnen und ist seither im Dauermessbetrieb.

### Abschirmung

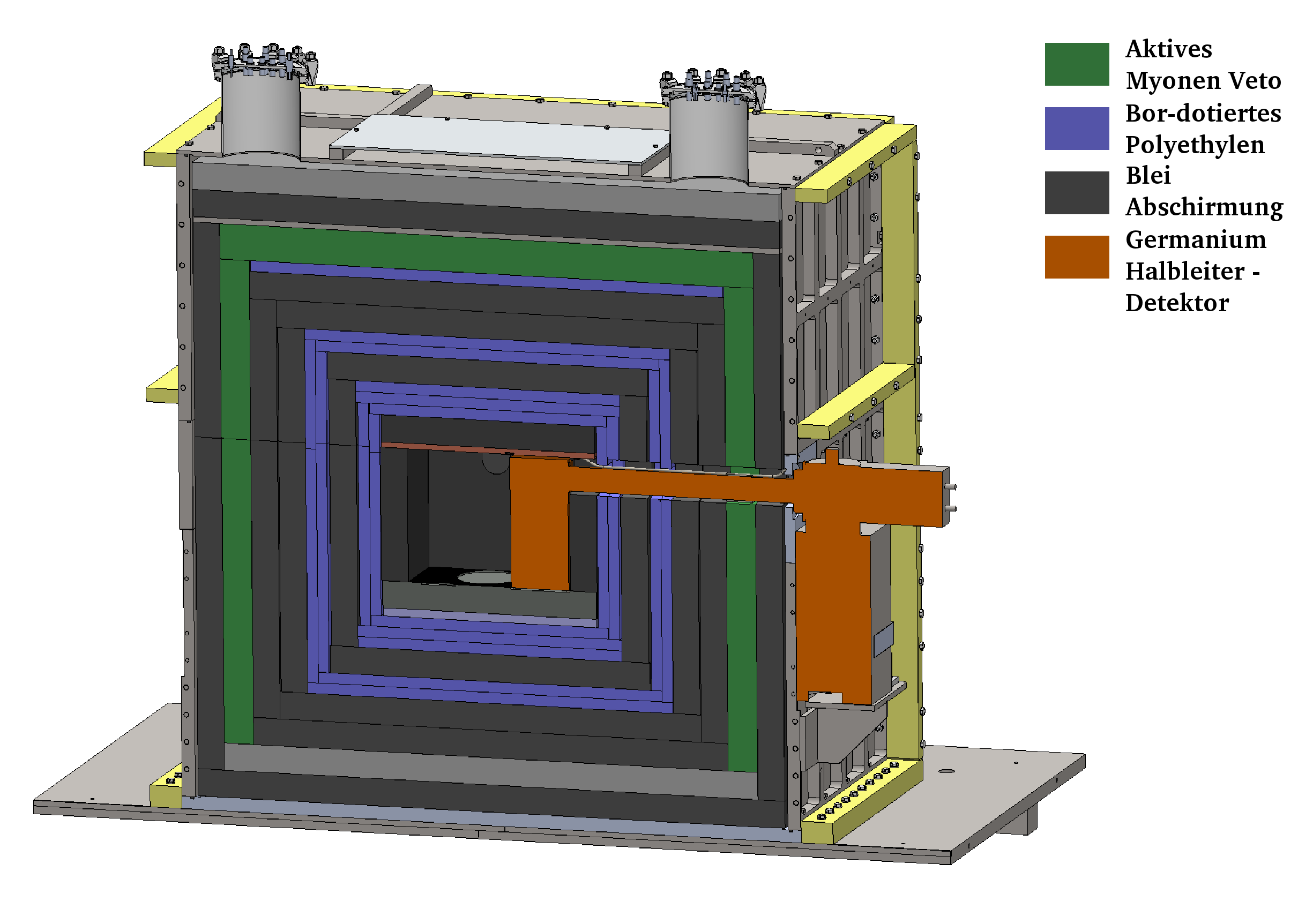
Querschnitt durch den CONUS Detektor.

Obwohl die kohärente Streuung die Neutrinowechselwirkung mit dem höchsten Wirkungsquerschnitt ist, ist sie trotzdem noch ein seltener Prozess. Da die Signatur der kohärenten Streuung mit einem sehr geringen Energie- und Impulsübertrag (<1 keV) verbunden ist, müssen Detektoren vor Störsignalen abgeschirmt werden. Drei Arten von Störsignalen mit den entsprechenden Unterdrückungsmethoden in CONUS sind hier aufgelistet:
- Kosmische Strahlung: Kosmische Myonen und Myon-induzierte Schauer können mit dem Detektormaterial wechselwirken und stellen daher eine der wichtigsten Untergrundquellen dar. Um diese Untergrundart zu unterdrücken, werden Experimente typischerweise unter der Erde bis zu einer Tiefe von einigen Kilometern aufgebaut. Dies ist im Fall von CONUS allerdings nicht möglich. Die geringe Abschirmung durch das Reaktorgebäude reduziert den Myonenfluss lediglich um einen Faktor 2–3. Um eine bessere Unterdrückung zu erreichen, ist CONUS mit einem aktiven Myonveto-System (siehe Abbildung 3) versehen. Dieses besteht aus Szintillatorplatten, welche Myonen bei Durchquerung unmittelbar nachweisen können. Auf diese Weise kann der Myon-induzierte Untergrund um einen Faktor ~100 reduziert werden.[4]
- Umgebungsuntergrund: Neben der kosmischen Strahlung gibt es auch Untergrundsignale, die aus der näheren Umgebung kommen. Die wichtigsten Beiträge liefern die natürliche Radioaktivität und Neutronen, die aus dem Reaktorkern entweichen.[4] Um die Detektoren dagegen abzuschirmen, wurden sie mit zahlreichen Schichten aus Blei (25 cm insgesamt) und Bor-dotiertem Polyethylen umgeben. Eine weitere Untergrundquelle, die besonders für Experimente in geschlossenen Räumen ein Problem darstellt, sind radioaktive Zerfälle von Radon in der Luft. Radon ist ein Edelgas und kann durch kleinste Ritzen in die Detektorkammer gelangen und dort zerfallen. Um dies zu verhindern, wird die Detektorkammer permanent mit Radon-freier Luft gespült, die aus Atemluftflaschen bezogen wird.
- Intrinsische Radioaktivität: Die Detektoren selbst enthalten auch geringste Konzentrationen an radioaktiven Isotopen. Auch diese müssen minimiert werden. Um dies zu erreichen, wurden mit Hilfe des GIOVE Detektors[12] im Untergrundlabor des Max-Planck-Instituts für Kernphysik alle Materialien, die zum Bau der Detektoren benötigt wurden, genau auf ihre Verunreinigungen hin untersucht und ausgewählt.[7]

Trotz seines kompakten Volumens von 1,6 m3 besitzt der CONUS Aufbau aufgrund seiner hohen Dichte eine Gesamtmasse von 11 Tonnen.

## Ergebnisse (Januar 2021)
Die CONUS-Kollaboration veröffentlichte erste Messergebnisse zur kohärenten elastischen Neutrino-Kern-Streuung mit Hilfe von 3,73 kg aktiver Detektormasse und beinahe 70 Tagen Reaktor-An- und 16 Tagen Reaktor-Aus-Zeit. Mit diesen Daten konnte der bisher genaueste Grenzwert für die Existenz der kohärenten Streuung im vollständig kohärenten Bereich erzielt werden. Dieser Wert an sich bietet bereits nützliche Informationen, zumal er erlaubt, theoretische Vorhersagen innerhalb und außerhalb des Standardmodells der Elementarteilchenphysik einzugrenzen. Die CONUS-Detektoren besitzen geringen Energieschwellen, geringen Untergrundraten und große Langzeitstabilität.
Mit weiteren Daten, die bis zu einem Jahr nach der Reaktorabschaltung Ende 2021 aufgezeichnet werden, inklusive verbesserten Datennahmesystemen und tieferem Verständnis des Quenching-Faktors, ist mit einer erhöhten Sensitivität des Experiments zu rechnen.

## Anwendungen
Es wird erwartet, dass kohärente elastische Neutrino-Kern Streuung eine wichtige Rolle in der Dynamik von Kernkollaps-Supernovae spielt. Daher wird eine Untersuchung der kohärenten Streuung zu einem besseren Verständnis der treibenden Prozesse solcher Sternexplosionen beitragen. Zudem könnten detaillierte Studien zur kohärenten Streuung auf die Physik jenseits des Standardmodells hinweisen. Dazu gehören etwa elektromagnetische Eigenschaften der Neutrinos wie z. B. ein magnetisches Moment, Abweichungen des Weinbergwinkels vom Nominalwert bei niedrigen Energien, oder Nicht-Standard-Wechselwirkungen im Neutrino-Quark Sektor.
Neben dieser fundamentalen Bedeutung für die Grundlagenforschung bietet die Neutrinodetektion über die kohärente Streuung auch praktische Anwendungen. Dazu gehört zum Beispiel die Möglichkeit, CONUS-ähnliche Detektoren für die Reaktor-Überwachung einzusetzen.